# Spider Murphy Gang
Die Spider Murphy Gang ist eine Band aus München, die durch Rock-’n’-Roll-Musik mit Text in bairischer Mundart bekannt wurde. Mit Skandal im Sperrbezirk gelang ihr 1981 ein Nummer-eins-Hit der Musikcharts im deutschsprachigen Raum.

## Geschichte

### Gründung und erste Erfolge
Nachdem er den Entschluss gefasst hatte, professioneller Musiker zu werden, tat sich der gelernte Bankkaufmann Günther Sigl Anfang der 1970er Jahre mit verschiedenen Musikern (Fritz Haberstumpf, Willi Augustin und Franz Trojan) zusammen. Sie traten in den Clubs US-amerikanischer Kasernen im süddeutschen Raum auf und spielten bekannte Rock-’n’-Roll-Stücke der US-Top-40-Billboard-Charts, darunter viele Titel von Elvis Presley und Chuck Berry. 1976 stieß der Fernmeldehandwerker Barny Murphy zur Coverband, die sich mittlerweile „Stummick“ nannte. Nach dem Ausscheiden von Haberstumpf und Augustin gründeten die verbliebenen Sigl, Trojan und Murphy zusammen mit dem Physikstudenten Michael Busse 1977 die Spider Murphy Gang. Benannt wurde die Gruppe nach dem fiktiven Gangster „Spider Murphy“ aus dem Elvis-Song Jailhouse Rock (“… Spider Murphy played the tenor saxophone, Little Joe was blowin’ on the slide trombone. The drummer boy from Illinois went crash, boom, bang, the whole rhythm section was the Purple Gang …”). Nach einigen erfolgreichen Auftritten, so zum Beispiel im Schwabinger Musikclub „Memoland“, produzierte dessen Besitzer Memo Rhein 1978 ihre erste LP Rock’n’Roll. Dort wurde der Radiomoderator Georg Kostya vom Bayerischen Rundfunk auf die Gruppe aufmerksam und engagierte sie für seine Sendung Rockhaus. Nachdem sie die Titelmusik zur Sendung auf Kostyas Bitte hin mit einem „Rock ’n’ Roll auf bayrisch“ eingespielt hatten, wurden sie schnell zur Hausband des Bayerischen Rundfunks. Dadurch hatten sie die Möglichkeit, sich mit neuen selbst geschriebenen Songs regelmäßig vor einem größeren Publikum zu präsentieren. Der Musikproduzent Harald Steinhauer vermittelte 1979 den ersten Plattenvertrag mit einem Major-Label. Im Jahr darauf erschien die zweite LP Rock’n’Roll Schuah bei EMI, das sich zunächst aber nicht in den Charts platzieren konnte. Der Charteinstieg erfolgte erst im April 1982 im Zuge ihres damaligen Erfolges mit dem Album Dolce Vita.

### Der dreifache Nummer-eins-Hit

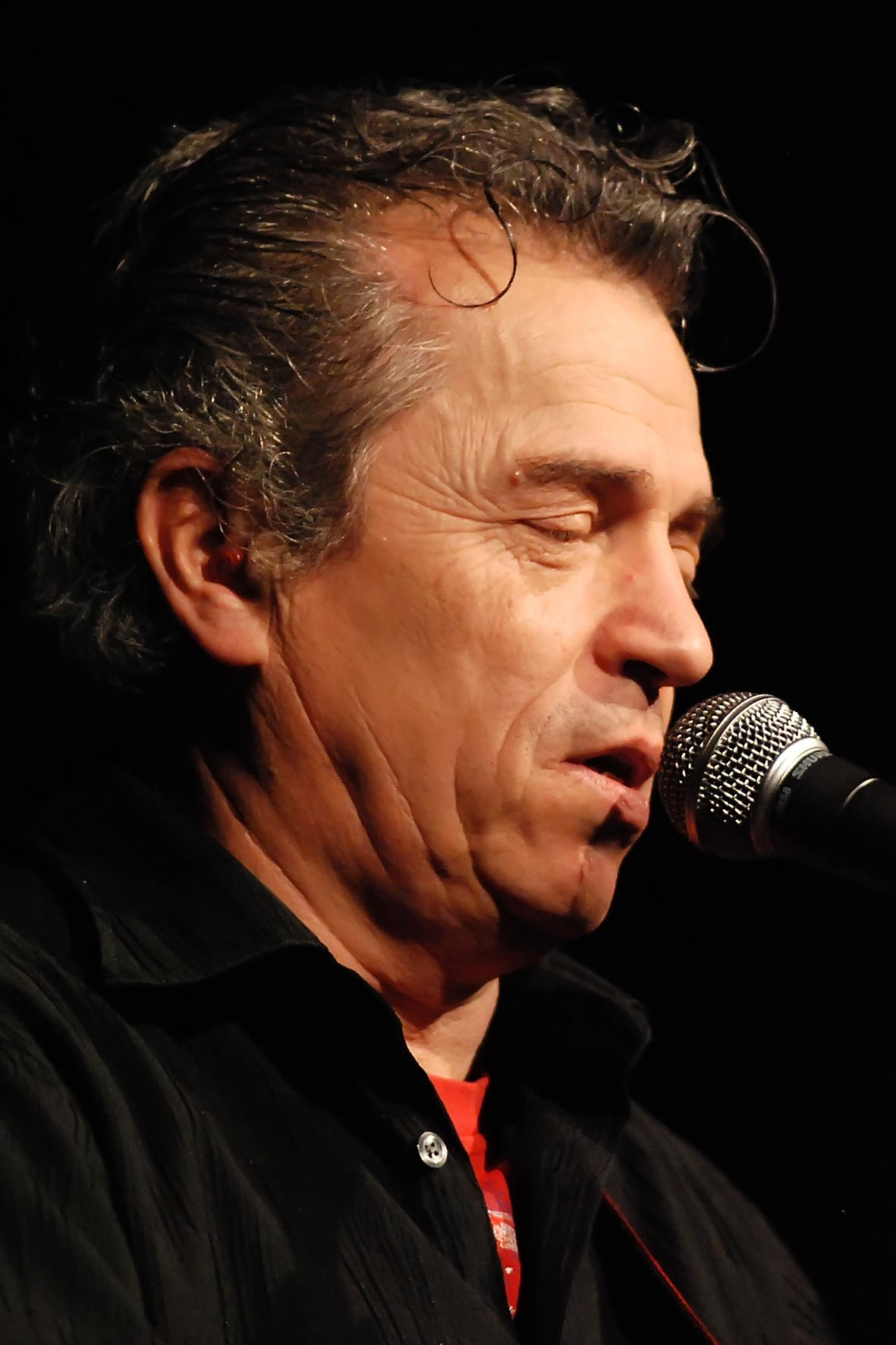
Günther Sigl

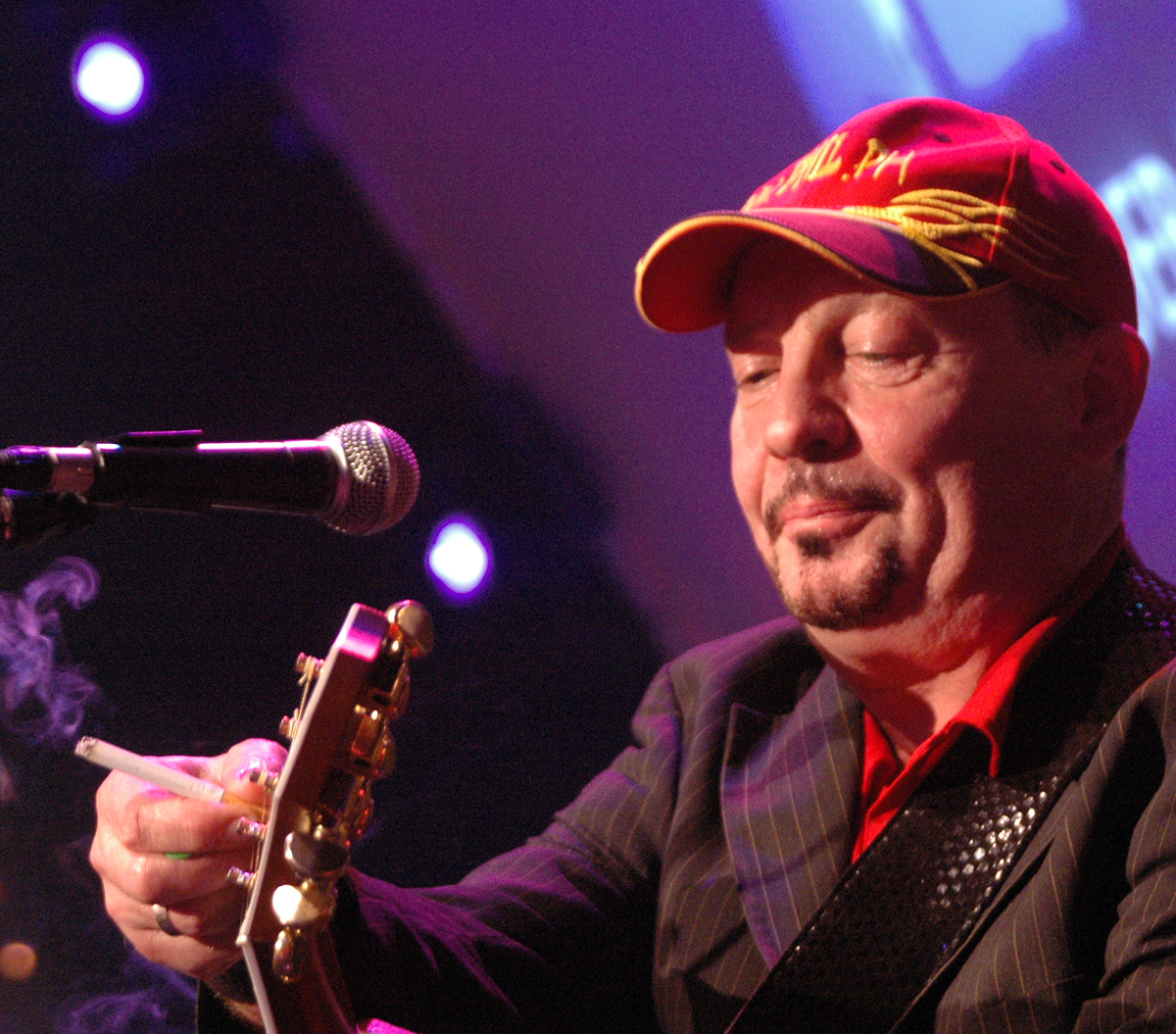
Barny Murphy

Anfang 1982 erreichte die im September des Vorjahres ausgekoppelte Single Skandal im Sperrbezirk den ersten Platz der deutschen (8 Wochen), österreichischen und schweizerischen Hitparade und wurde einer der ersten Hits der Neuen Deutschen Welle. Er ist auf ihrer dritten LP Dolce Vita enthalten, die von Steinhauer und der Band produziert wurde. Der Platin-Hit erschien auch auf vielen Samplern; in Spanien, den Niederlanden und in Japan erschienen zudem Coverversionen.
Von der LP Dolce Vita wurde als weiteres Stück Schickeria als ausgekoppelte Single veröffentlicht. Danach folgten die Singles Wo bist du? und Ich schau’ dich an von ihrer vierten LP Tutti Frutti (produziert von Steinhauer und Armand Volker) sowie eine mehrwöchige Tournee durch Westdeutschland. Das Lied Sommer in der Stadt wurde zwar nicht als Single ausgekoppelt, gilt aber bis heute als „Münchner Sommerhit“ und wird laut Sigl bei Live-Auftritten von den Fans mehr erwartet als Skandal im Sperrbezirk.
Vom 1. bis zum 11. November 1983 gingen sie als erste westdeutsche Band auf eine Tournee durch die DDR (u. a. Rostock, Riesa und Gera) und traten in der ostdeutschen Fernsehshow Ein Kessel Buntes auf. In Erinnerung an dieses außergewöhnliche Ereignis veröffentlichte die Band das Lied Mädchen drüben, gesungen vom damaligen Schlagzeuger Franz Trojan. Im gleichen Jahr kam der von Michael Verhoeven produzierte Spielfilm Die Spider Murphy Gang in die Kinos, der die bis dahin erlebte Bandgeschichte thematisierte.

### Die Zeit nach den großen Erfolgen
Mit dem Abebben der Neuen Deutschen Welle 1983 wurde es auch um die Spider Murphy Gang ruhiger. Mit Scharf wia Peperoni (1984) und Wahre Liebe (1985) brachten sie neue Alben heraus und gingen mehrfach auf Tournee; die Alben erreichten aber nicht mehr die Verkaufszahlen der vorherigen Veröffentlichungen. Mit Willy Ray Ingram kam 1984 ein Saxophonist in die Band. 1986 verließ Keyboarder Michael Busse die Band, er wurde durch Ludwig Seuss ersetzt. Ingram kehrte 1989 nach Texas zurück; das Saxophon blieb vorerst unbesetzt. Davor hatte er noch an Aufnahmen für das neunte Studioalbum Hokuspokus mitgewirkt, er ist noch auf dem Lied Munich City Girl zu hören. Dafür kam der gebürtige Schotte Willie Duncan als zweiter Gitarrist zur Band, welcher auch Hawaiigitarre und Mandoline in die Band brachte. Gelegentlich tauschen Duncan und Sigl die Instrumente, womit Sigl auch zu Rhythmusgitarristen wurde.
Trojan produzierte die Alben Überdosis Rock’n’Roll und Hokuspokus; Trojan und Johan Daansen produzierten gemeinsam In Flagranti. Trojan verließ 1992 die Band; ihm folgte Paul Dax. 1995 kam Otto Staniloi als ständiges Mitglied zur Band und wurde endlich neuer Saxophonist.
1997 kam das Album Keine Lust auf schlechte Zeiten (produziert von Barny Murphy), 2002 das Album Radio Hitz heraus. 2004 erschien die Live-Doppel-CD Unplugged – Skandal im Lustspielhaus. Am 9. November 2012 erschien eine DVD eines Live-Auftritts der Band vom 10. November 1984 in der Zeche Bochum (WDR Rockpalast).
Im Juli 2016 verließ Schlagzeuger Paul Dax die Band. Auf ihn folgte Andreas Keller.
Bei der 66. Show von Night of the Proms am 11. Dezember 2016 waren Günther Sigl und Barny Murphy „Überraschungsgäste“ in der Olympiahalle München.

## Jubiläen

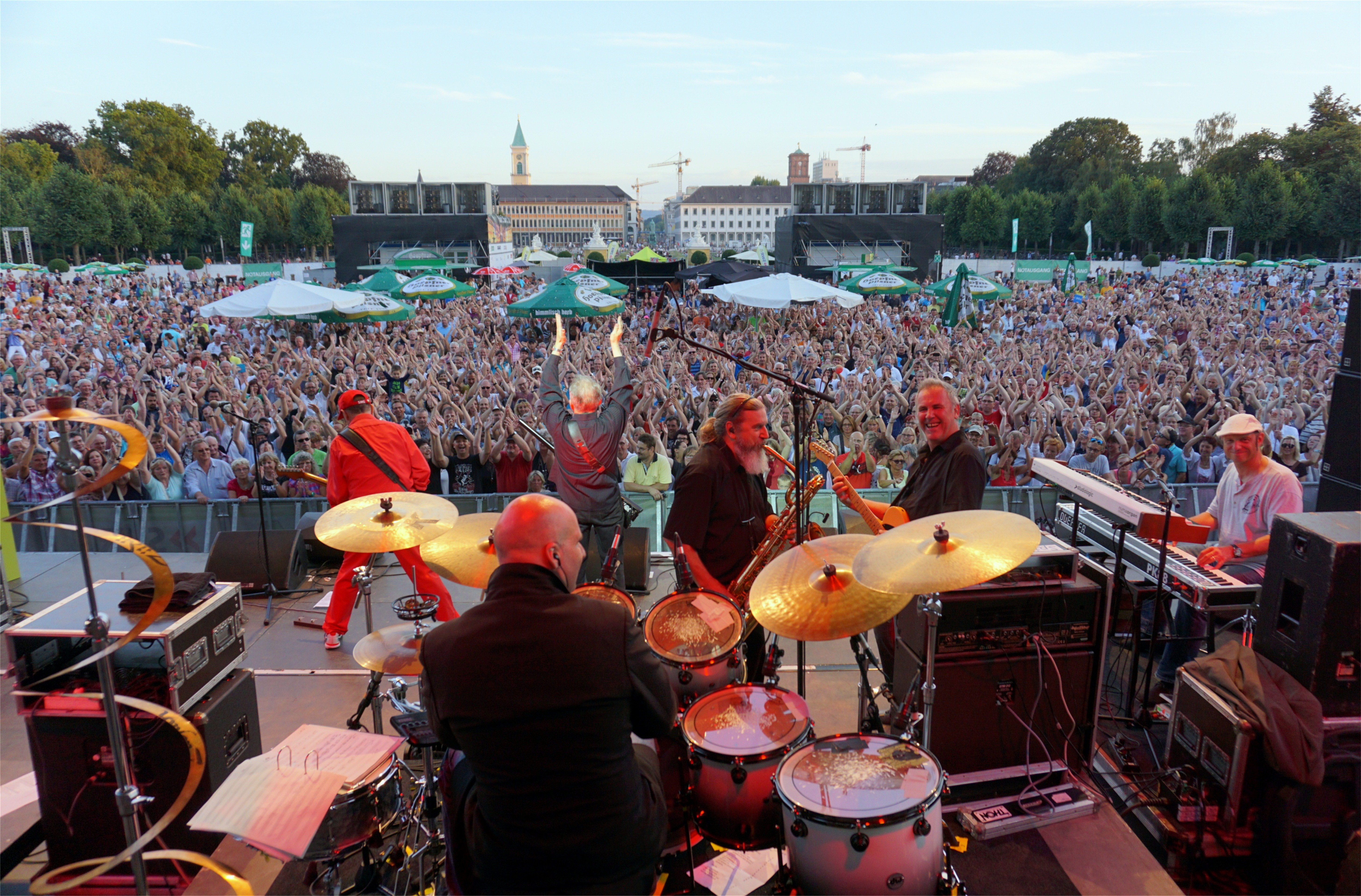
Spider Murphy Gang live (2016)

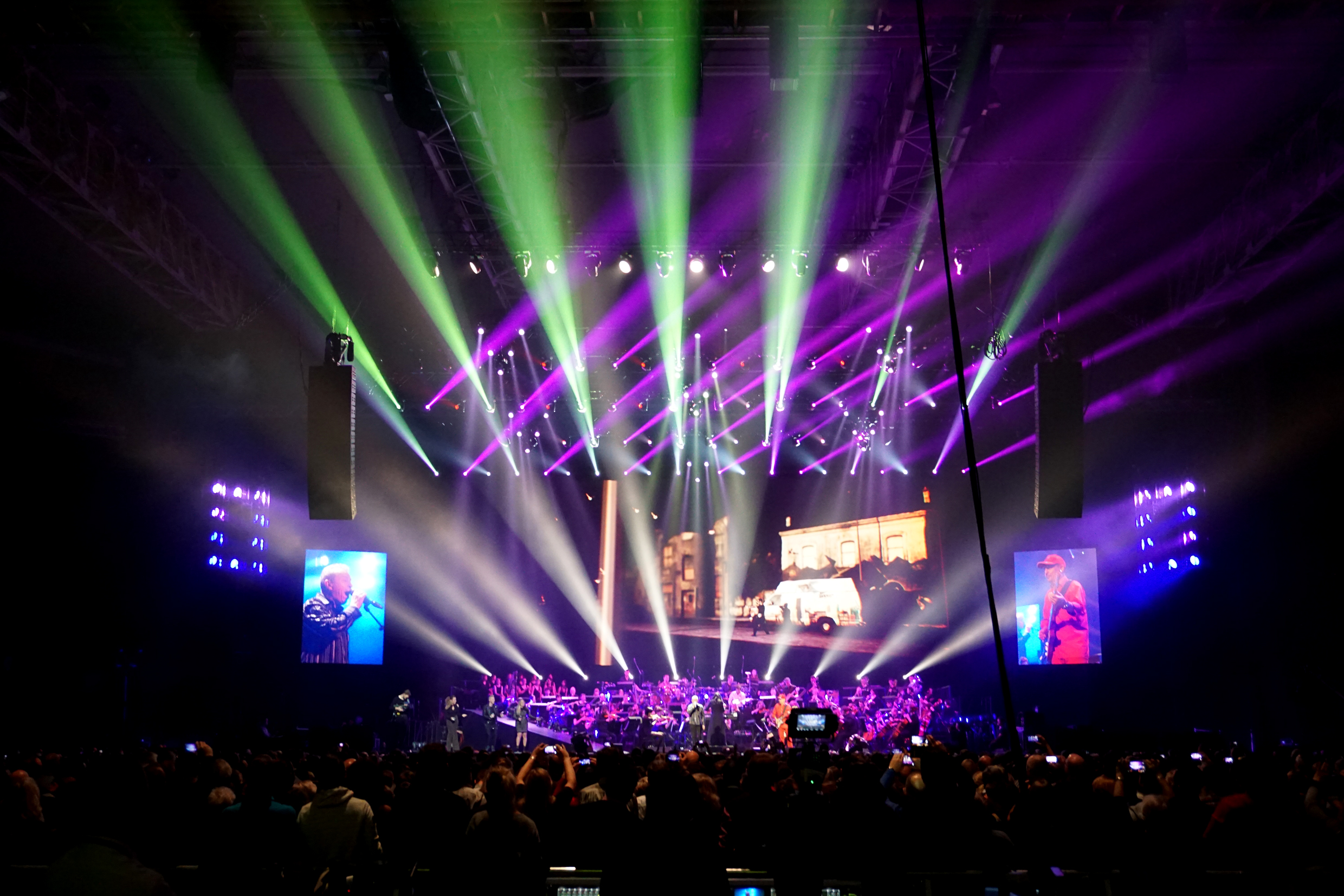
Günther Sigl & Barny Murphy bei Night of the Proms in der Olympiahalle

Im Herbst 1997 sangen Tausende „Happy Birthday, Spider Murphy…“: Das 20-jährige Bestehen der Band wurde im Circus Kronebau bei einem großen Jubiläumskonzert mit Willy Michl, Wolfgang Ambros und Hans-Jürgen Buchner gefeiert.

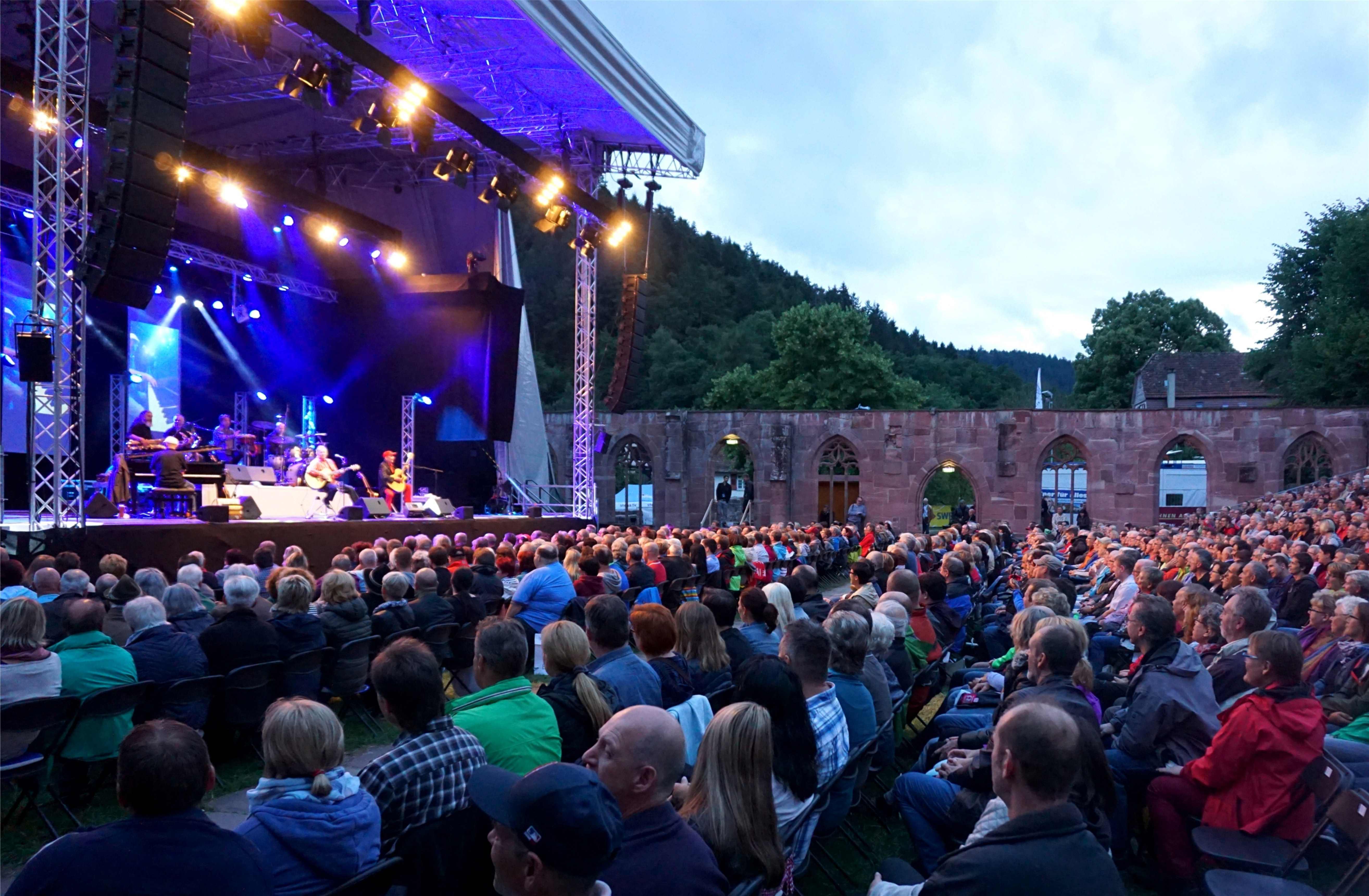
Spider Murphy Gang unplugged

Das 25-jährige Band-Jubiläum 2002 feierten die „Spiders“ vier Tage lang wieder mit Konzerten im Kronebau. Mit dabei waren Peter Kraus, Willy Astor, Dr. Will und Michael Mittermeier. Der BR zeichnete die Konzerte auf und sendete sie in einer „Rocknacht“. Seit dieser Zeit gibt die Band auch Unplugged-Konzerte, oft unterstützt von Dieter Radig und Wolfgang Götz.
Auch ihr 30-jähriges Bühnenjubiläum 2007 feierten sie im Kronebau, u. a. mit Willy Astor, Werner Schmidbauer, Martin Kälberer, Georg Ringsgwandl, Nick Woodland, Viva Voce und Klaus Eberhartinger von der EAV. Das Konzert wurde vom BR Fernsehen aufgezeichnet.
2012 feierte die Band ihr 35-jähriges Bestehen mit einem großen Konzert im Rahmen der Veranstaltung „Sommernachtstraum“ im Olympiastadion München, dabei erhielt sie vom damaligen Oberbürgermeister Christian Ude die Auszeichnung München leuchtet.
Am 9. und 10. Oktober 2017 spielte die Band in der Konzerthalle Münchener Schlachthof zwei Clubkonzerte und feierte ihren 40. Geburtstag am 28. Oktober 2017 sowie mit einem Zusatzkonzert am 29. Oktober 2017 in der jeweils ausverkauften Münchener Olympiahalle. Zu Gast waren Claudia Koreck, Willy Astor, die Kölner Band Brings, Peter Schilling, Geier Sturzflug und Stefan Zauner (ehemaliger Sänger der Münchener Freiheit).

## Stil
Den musikalischen Schwerpunkt der Spider Murphy Gang bildet bis heute der klassische Rock ’n’ Roll, insbesondere geprägt durch Barneys deutlich von Chuck Berry inspiriertes Gitarrenspiel, aber auch Tanzmusik der 1950er- und 1960er-Jahre sowie einzelne traditionelle Elemente.
Ein charakteristisches, immer wiederkehrendes Element bei den Texten bildet vor allem die humorvoll-sozialkritische Auseinandersetzung mit den Themen Erotik, Sex und Doppelmoral und deren kommerzieller Präsenz in der heutigen Gesellschaft, so zum Beispiel Bordelle (Jetzt geh ma ins KP, Hokuspokus), Callgirls (Skandal im Sperrbezirk), Erotikshops (Dolce-Vita-Rita, Beate), Partnervermittlungen (Wo bist Du?), Peepshows (Ich schau Dich an) oder Illustrierte Zeitschriften (Große blaue Augen).
Die Spider Murphy Gang hat auch oft Regionales in ihren Liedern thematisiert, wie beispielsweise in Schickeria oder A nackerte Prinzessin. Mit dem Lied Freizeit 81 auf dem Album Tutti Frutti griff die Band auch damalige gesellschaftspolitische Ereignisse im Zusammenhang mit der Jugend- und Punkbewegung in München auf.
Des Weiteren handeln viele ihrer Lieder von Jugendzeit, Beziehungen junger Menschen oder deren Schulalltag, Beziehungsproblemen der verschiedenen Generationen sowie von vielerlei Alltagsbewältigungen der vermeintlich „kleinen Leute“.

## Diskografie

### Studioalben
| Jahr | Titel                           | Höchstplatzierung, Gesamtwochen/‑monate, AuszeichnungChartplatzierungen (Jahr, Titel, Platzierungen, Wochen/Monate, Auszeichnungen, Anmerkungen) | Höchstplatzierung, Gesamtwochen/‑monate, AuszeichnungChartplatzierungen (Jahr, Titel, Platzierungen, Wochen/Monate, Auszeichnungen, Anmerkungen) | Höchstplatzierung, Gesamtwochen/‑monate, AuszeichnungChartplatzierungen (Jahr, Titel, Platzierungen, Wochen/Monate, Auszeichnungen, Anmerkungen) | Anmerkungen |
| Jahr | Titel                           | DE | AT | CH | Anmerkungen |
| ---- | ------------------------------- | --- | --- | --- | --- |
| 1978 | Rock’n’Roll                     | — | — | — | Erstveröffentlichung 1978; 14 Titel (englisch)                                                                      |
| 1980 | Rock’n’Roll Schuah              | DE20 Gold · (30 Wo.)DE | — | — | Erstveröffentlichung 1980; Charteinstieg: 12. April 1982 Verkäufe: + 250.000; zehn Titel                            |
| 1981 | Dolce Vita                      | DE1 Platin · (91 Wo.)DE | AT1 (5 Mt.)AT | — | Charteinstieg 29. Juni 1981 Verkäufe: + 500.000; zehn Titel                                                         |
| 1982 | Tutti Frutti                    | DE3 Gold · (29 Wo.)DE | AT10 (4 Mt.)AT | — | Erstveröffentlichung 18. Oktober 1982 CD-Version 1991 unter dem Namen Star Portrait Verkäufe: + 250.000; zehn Titel |
| 1984 | Scharf wia Peperoni             | DE14 (19 Wo.)DE | — | CH8 (15 Wo.)CH | Erstveröffentlichung 8. April 1984; zehn Titel                                                                      |
| 1985 | Wahre Liebe                     | DE18 (10 Wo.)DE | — | CH28 (1 Wo.)CH | Erstveröffentlichung 10. Juni 1985; neun Titel                                                                      |
| 1987 | Überdosis Rock’n’Roll           | — | — | — | zehn Titel |
| 1989 | In Flagranti                    | — | — | — | neun Titel |
| 1990 | Hokuspokus                      | — | — | — | elf Titel |
| 1997 | Keine Lust auf schlechte Zeiten | — | — | — | 14 Titel |
| 2002 | Radio Hitz                      | — | — | — | 15 Titel |

grau schraffiert: keine Chartdaten aus diesem Jahr verfügbar
Die Studioalben nach Wahre Liebe konnten keine Platzierungen mehr erreichen.

### Livealben
| Jahr | Titel                | Höchstplatzierung, Gesamtwochen/‑monate, AuszeichnungChartplatzierungen (Jahr, Titel, Platzierungen, Wochen/Monate, Auszeichnungen, Anmerkungen) | Höchstplatzierung, Gesamtwochen/‑monate, AuszeichnungChartplatzierungen (Jahr, Titel, Platzierungen, Wochen/Monate, Auszeichnungen, Anmerkungen) | Höchstplatzierung, Gesamtwochen/‑monate, AuszeichnungChartplatzierungen (Jahr, Titel, Platzierungen, Wochen/Monate, Auszeichnungen, Anmerkungen) | Anmerkungen                                                                     |
| Jahr | Titel                | DE | AT | CH | Anmerkungen                                                                     |
| ---- | -------------------- | --- | --- | --- | ------------------------------------------------------------------------------- |
| 1983 | Live!                | DE23 (16 Wo.)DE | AT15 (1 Mt.)AT | CH17 (4 Wo.)CH | Erstveröffentlichung 24. Oktober 1983; Tutti-Frutti-Tour, 1982–1983; neun Titel |
| 2018 | 40 Jahre Rock'n'Roll | DE99 (1 Wo.)DE | — | — | Erstveröffentlichung 2. März 2018; Olympiahalle, München, 2017; 29 Titel        |

Außerdem veröffentlichte die Band noch zwei weitere Livealben, die jedoch keine Platzierungen erreichen konnten.
- 1999: Live – Das komplette Konzert (Doppel-CD; Heide-Volm, Planegg, 1999; 24 Titel)
- 2004: Unplugged – Skandal im Lustspielhaus (Live-Doppel-CD; Lustspielhaus, München[4]; 29 Titel)

### Videoalben
Es erschienen folgende Videoalben:
- 2012: Live @ Rockpalast (DVD; Zeche, Bochum, 1984; 24 Titel plus Interview)
- 2018: 40 Jahre Rock’n’Roll (DVD; Olympiahalle, München, 2017; 31 Titel)
- 2004: 25 Jahre Rock’n’Roll (Doppel-DVD; Circus Krone, München, 2002; 36 Titel plus Bonusmaterial)
- 2004: Unplugged im Maximilianeum (DVD; Maximilianeum, München, 2004; 28 Titel)

### Kompilationen
Die Band veröffentlichte bislang 16 Kompilationsalben, von denen keines eine Platzierung in den deutschen Albumcharts erreichen konnte.
- 1986: Greatest Hits (Version 1; 16 Titel)
- 1986: Greatest Hits (Version 2; 16 Titel)
- 1987: Mir san a bayrische Band (zwölf Titel)
- 1993: Single Hit-Collection 1980–1993 (16 Titel)
- 1993: Premium Gold Collection (16 Titel)
- 1994: Skandal im Sperrbezirk (16 Titel)
- 1995: It’s music (zwölf Titel)
- 1997: Ihre größten Erfolge – Mir san a bayrische Band (zwölf Titel)
- 1997: Rock’n’Roll Story (Doppel-CD; 38 Titel)
- 1997: Golden Stars – The Best of Spider Murphy Gang (18 Titel)
- 1997: Ihre Hits (14 Titel)
- 2003: Zeitreise – 70 Hits aus 25 Jahren (4-fach CD-Box; 70 Titel)
- 2005: The Essential (16 Titel)
- 2007: Die Hits der 80er (zwölf Titel)
- 2007: 30 Jahre Rock’n’Roll – Alle Singles (Doppel-CD; 27 Titel)
- 2014: Glanzlichter (15 Titel)

### Singles
| Jahr | Titel Album                               | Höchstplatzierung, Gesamtwochen/‑monate, AuszeichnungChartplatzierungen (Jahr, Titel, Album, Platzierungen, Wochen/Monate, Auszeichnungen, Anmerkungen) | Höchstplatzierung, Gesamtwochen/‑monate, AuszeichnungChartplatzierungen (Jahr, Titel, Album, Platzierungen, Wochen/Monate, Auszeichnungen, Anmerkungen) | Höchstplatzierung, Gesamtwochen/‑monate, AuszeichnungChartplatzierungen (Jahr, Titel, Album, Platzierungen, Wochen/Monate, Auszeichnungen, Anmerkungen) | Anmerkungen                                                                             |
| Jahr | Titel Album                               | DE | AT | CH | Anmerkungen                                                                             |
| ---- | ----------------------------------------- | --- | --- | --- | --------------------------------------------------------------------------------------- |
| 1981 | Skandal im Sperrbezirk Dolce Vita         | DE1 Gold · (36 Wo.)DE | AT1 (4 Mt.)AT | CH1 (11 Wo.)CH | Erstveröffentlichung September 1981 Verkäufe: + 250.000                                 |
| 1982 | Schickeria Dolce Vita                     | DE12 (28 Wo.)DE | AT15 (½ Mt.)AT | CH5 (6 Wo.)CH | Erstveröffentlichung Februar 1982                                                       |
| 1982 | Wo bist du? Tutti Frutti                  | DE4 (29 Wo.)DE | AT10 (5 Mt.)AT | CH8 (5 Wo.)CH | Erstveröffentlichung Juni 1982                                                          |
| 1982 | Ich schau’ dich an Tutti Frutti           | DE5 (19 Wo.)DE | AT11 (3 Mt.)AT | CH9 (6 Wo.)CH | Erstveröffentlichung Oktober 1982                                                       |
| 1983 | Mir san a bayrische Band Live!            | DE25 (18 Wo.)DE | — | CH17 (7 Wo.)CH | Erstveröffentlichung 10. Oktober 1983                                                   |
| 1984 | Pfüati Gott Elisabeth Scharf wia Peperoni | DE29 (12 Wo.)DE | — | CH14 (9 Wo.)CH | Erstveröffentlichung 12. März 1984                                                      |
| 1985 | Nackt im Wind –                           | DE3 (10 Wo.)DE | AT18 (2½ Mt.)AT | CH21 (3 Wo.)CH | Erstveröffentlichung: 21. Januar 1985 Verkäufe: + 150.000; als Teil von Band für Afrika |
| 1985 | Cadillac Wahre Liebe                      | DE56 (4 Wo.)DE | — | — | Erstveröffentlichung 1. Juli 1985                                                       |

## Ehrungen
Im November 2007 wurde die Spider Murphy Gang als Vertreter von „Chuck Berrys“ Art des Rock ’n’ Roll auf dessen Webseite gewürdigt.
Während der Bundesliga-Saison 2010/2011 wurde das Lied „S Leben is wia a Traum“ von 1984 beim FC Bayern München als Torhymne verwendet.

## Auszeichnungen

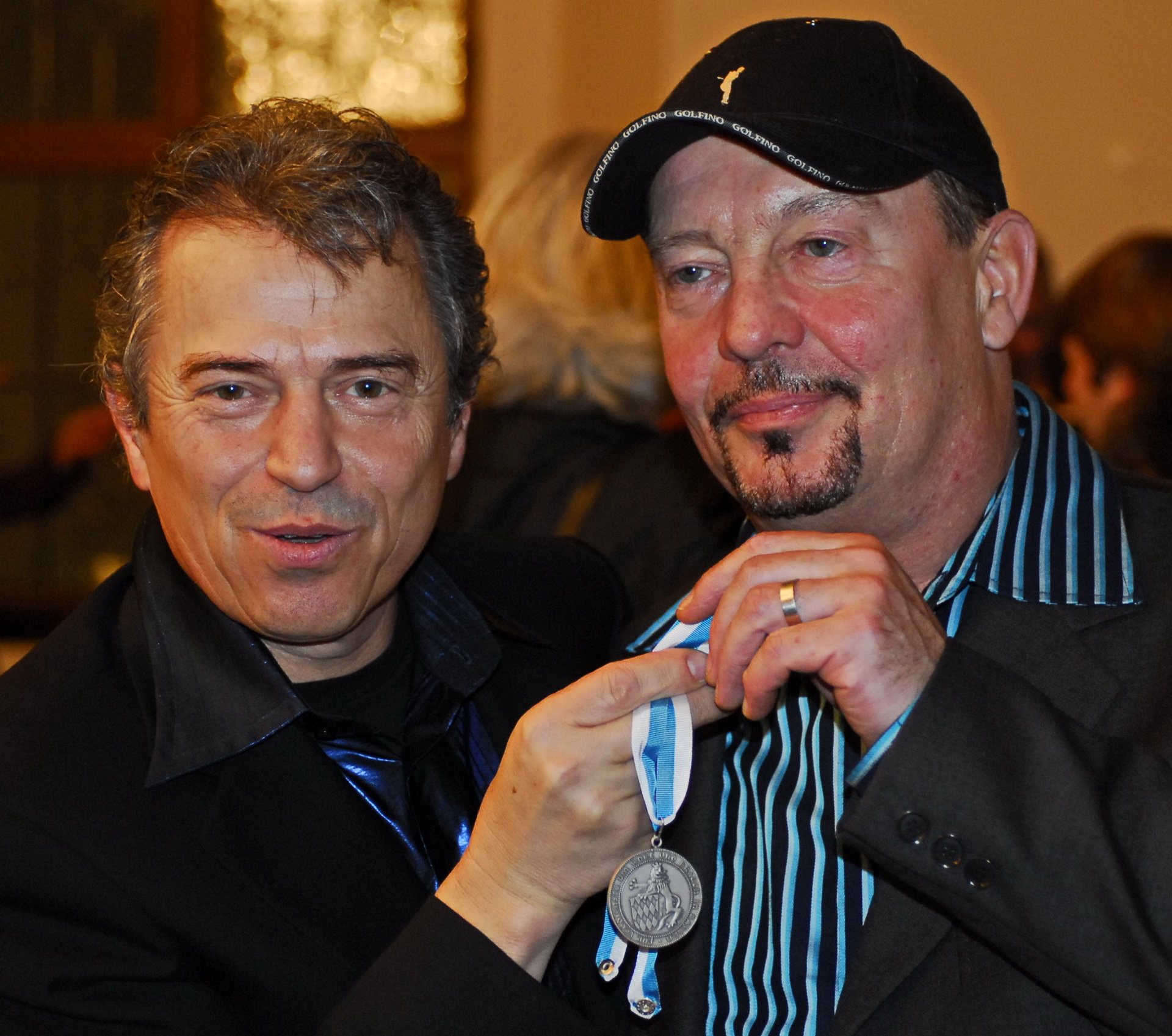
Spider Murphy Gang, Bayerischer Poetentaler, 2006

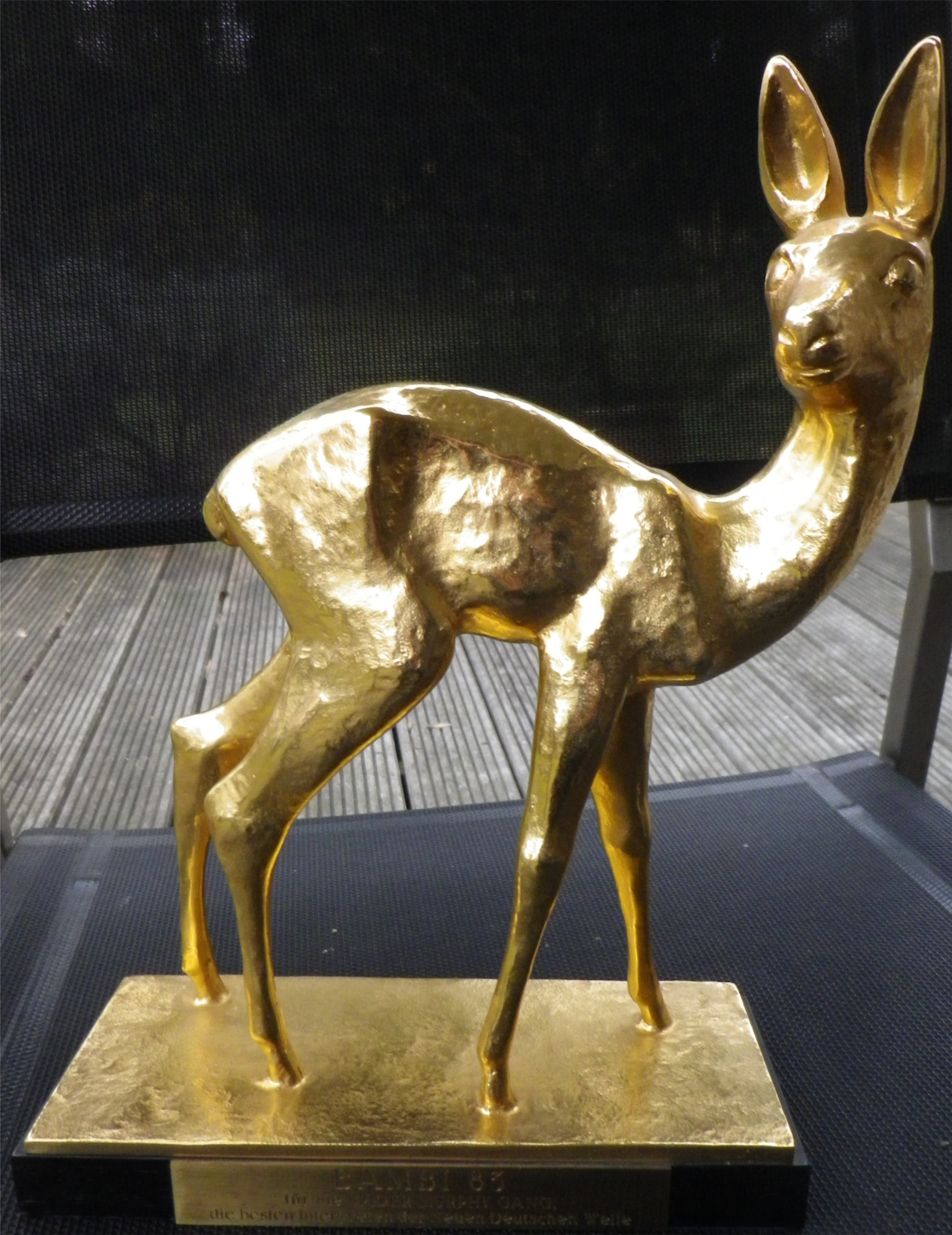
BAMBI 1983

- 1982 Bronzener Löwe von Radio Luxemburg für Schickeria
- 1982 Goldene Europa Fernsehpreis des Saarländischen Rundfunks für „Skandal im Sperrbezirk“
- 1982 Goldene Europa als „Pressepreisträger“ Saarländischer Rundfunk
- 1982 Goldener BRAVO Otto in der Kategorie: Band
- 1982 Goldener Pop/Rocky Hammerschlumpf
- 1982 Silbernes POPCORN
- 1983 Goldenes BAMBI für die besten Interpreten der Neuen Deutschen Welle
- 1983 Bronzener Pop/Rocky Hammerschlumpf
- 2003 Schwabinger Kunstpreis (Ehrenpreis)
- 2006 Bayerischer Poetentaler der Münchner Turmschreiber
- 2012 Goldmedaille München leuchtet der Stadt München
- 2017 Oberbayerischer Kulturpreis

## Weitere Literatur
- Holger Stürenburg: Forever young. – Die Klänge der kühlen Dekade –. Online-Ressource, BoD Norderstedt, Münster/Hamburg 2001, ISBN 3-8311-1616-4, S. 189 ff., 194 f.